# آنتونینو برناردینی
آنتونینو برناردینی (انگلیسی: Antonino Bernardini؛ زادهٔ ۲۱ ژوئن ۱۹۷۴) بازیکن فوتبال اهل ایتالیا است.
از باشگاه‌هایی که در آن بازی کرده است می‌توان به باشگاه فوتبال پروجا، باشگاه فوتبال تورینو، باشگاه فوتبال سالرنیتانا، باشگاه فوتبال آ.اس. رم، باشگاه فوتبال آتالانتا، و باشگاه فوتبال ویچنزا اشاره کرد.
وی همچنین در تیم‌های ملی فوتبال زیر ۲۱ سال ایتالیا بازی کرده است.